# Caraman (Haute-Garonne)
Caraman település Franciaországban, Haute-Garonne megyében. Lakosainak száma 2487 fő (2022. január 1.). Caraman Ségreville, Albiac, Auriac-sur-Vendinelle, Aurin, Beauville, Cambiac, Caragoudes, Lanta, Mascarville, Maureville, Prunet, La Salvetat-Lauragais és Saussens községekkel határos.

## Népesség
A település népességének változása:
| Lakosok száma | 1717 | 1642 | 1765 | 2230 | 2347 | 2443 | 2500 | 2544 | 2524 | 2487 |
|               | 1968 | 1982 | 1990 | 2006 | 2013 | 2015 | 2017 | 2019 | 2020 | 2022 |